# Сергії
Сергії́ — село у Путильській селищній громаді Вижницького району Чернівецької області України.

## Географія
У селі розташовані пам'ятки природи: Смереки на садибі Лук'яна Кобилиці і Сергіївська мінеральна.

## Населення

### Мова
Розподіл населення за рідною мовою за даними перепису 2001 року:
| Мова       | Кількість | Відсоток |
| ---------- | --------- | -------- |
| українська | 1024      | 99.71%   |
| російська  | 2         | 0.19%    |
| румунська  | 1         | 0.10%    |
| Усього     | 1027      | 100%     |

## Відомі люди
- Дарій Дмитро Кузьмович (1971—2018) — старший солдат Збройних сил України, учасник російсько-української війни.
- Процюк Петро. Загинув 1 серпня 2024 внаслідок мінно-вибухової травми.[2]